# الگوریتم بین‌المللی رمزگذاری داده‌ها
در رمزنگاری، الگوریتم بین‌المللی رمزگذاری داده ها (به انگلیسی: (International Data Encryption Algorithm (IDEA) یک بلوک رمز می باشد که توسط James Massey و Xuejia Lai طراحی و ابتدا در سال ۱۹۹۱ معرفی شد. این الگوریتم متقارن محسوب می‌شود و به عنوان جایگزینی برای استاندارد رمزنگاری داده‌ها در نظر گرفته شد. IDEA یک بازنگری فرعی برای رمزگذاری پیشنهادی استاندارد می باشد و در اصل به آن رمز گذاری استاندارد پیشنهادی پیشرفته می گویند.

## نحوه ی عملکرد

نمودار یک دور الگوریتم بین‌المللی رمزگذاری داده ها

IDEA با استفاده از یک کلید ۱۲۸ بیتی بر روی بلوک های ۶۴ بیتی عمل می کند و از یک سری ۸ تایی از تبدیلات مشابه (یک دور، شکل را ببینید) و یک تبدیل خروجی (نیم دور) تشکیل شده است. پردازش های رمزگذاری و رمزگشایی شبیه به هم هستند. بیشتر امنیت IDEA از قراردادن عملیات ها از گروه های مختلف –جمع و ضرب پیمانه ای و XOR– که در برخی جهات از لحاظ جبری با هم "ناسازگار" هستند ناشی می شود. برای جزئیات بیشتر این عمگرها که همه با مقادیر ۱۶ بیتی عمل می کنند، عبارتند از:
- XOR بیتی (با بعلاوه های آبی دایره ای مشخص شده).
- جمع به پیمانه ی ۲۱۶ (با ضربدر های سبز مربعی مشخص شده).
- ضرب به پیمانه ۲۱۶، که تمام کلمات صفر (0x0000) به صورت ۲۱۶ ترجمه شده (با نقطه های قرمز دایره مشخص شده).

بعد از ۸ دور، یک نیم دور برای تبدیل خروجی انجام می شود.

### زمان بند کلید[واژه‌نامه ۴]
هر دور از شش زیر کلید ۱۶ بیتی و نیم دور آخر از ۴ زیر کلید استفاده می کند که درمجموع برای ۸.۵ دور ۵۲ زیر کلید می شود. هشت زیر کلید اولیه مستقیماً از کلید اصلی گرفته می‌شود به طوریکه K1 برابر ۱۶ بیت کم ارزش کلید می باشد و بقیه گروه های هشت تایی با گردش ۲۵ بیتی کلید اصلی به چپ بین هر گروه هشت تایی ساخته می شود. این یعنی به طور میانگین در مجموع ۶ گردش، کمتر از یکبار در هر دور می گردد.

## امنیت
طراحان IDEA را برای اندازه گیری مقاومتش در برابر روش های رمزیابی متفاوت مورد بررسی قرار دادند و به این نتیجه رسیدند که با فرضیات مشخصی ایمن است. هیچ ضعف جبری یا خطی گزارش نشده است. از سال ۲۰۰۷ تا کنون، بهترین حمله، که به تمام کلید ها اعمال می شود، می‌تواند IDEA را شکسته و آن را به ۶ دور کاهش دهد (رمز کامل IDEA از ۸.۵ دور استفاده می کند). توجه داشته باشید که شکستن به هر حمله ای اطلاق می‌شود که کمتر از ۲۱۲۸ عملیات نیاز داشته باشد. حمله ی ۶ دوری به ۲64 متن آشکار و ۲۱۲۶.۸ عملیات نیاز دارد.

### کلید های ضعیف
زمان بندهای بسیار ساده کلید IDEA را در کلاس کلیدهای ضعیف قرار می دهد. برخی از کلیدها دارای تعداد زیادی بیت 0 موجب رمزگذاری ضعیف می شوند.
این موارد دغدغه های مهمی در عمل نیستند زیرا هنگام تولید کلیدهای تصادفی، رخداد نادر آن ها ضرورتی برای پرهیز به طور صریح ایجاب نمی‌کند.
یک حل ساده ی پیشنهاد شده برا ی این مشکل XOR کردن هر زیر کلید با یک ثابت ۱۶ بیتی مثل 0x0DAE است.
کلاس های بزرگ تر کلیدهای ضعیف در سال ۲۰۰۲ پیدا شد.
هنوز هم با این وجود، احتمال ناچیزی برای نگرانی از یک کلید انتخابی تصادفی وجود دارد و برخی از مشکلات با XOR ثابت که قبل تر پیشنهاد شد رفع می‌شود امّا آن مقاله از حل تمام مشکلات اطمینان ندارد. ممکن است یک طراحی جامع مجدد زمان بند کلید مطلوب باشد.

## نوشتارهای وابسته
- Hüseyin Demirci, Erkan Türe, Ali Aydin Selçuk, A New Meet in the Middle Attack on The IDEA Block Cipher, 10th Annual Workshop on Selected Areas in Cryptography, 2004.
- Xuejia Lai and James L. Massey, A Proposal for a New Block Encryption Standard, EUROCRYPT 1990, pp389–404
- Xuejia Lai and James L. Massey and S. Murphy, Markov ciphers and differential cryptanalysis, Advances in Cryptology — Eurocrypt '91, Springer-Verlag (1992), pp17–38.

## واژه‌نامه
1. ↑  Data Encryption Standard (DES)
2. ↑  Proposed Encryption Standard(PES)
3. ↑  Improved PES
4. ↑  Key schedule